# TR-3 Black Manta
TR-3 Black Manta es un supuesto avión espía subsónico, equipado con tecnología de baja detectabilidad y un proyecto negro de la Fuerza Aérea de los Estados Unidos que supuestamente fue utilizado en la Guerra del Golfo para ofrecer tecnología de guiado de misiles por láser a los bombarderos F-117 Nighthawk de la USAF.

## Teorías relacionadas con el TR-3 Black Manta
El TR-3 Black Manta es supuestamente un avión espía estadounidense desarrollado como parte de un proyecto secreto. El TR-3 sería un avión negro con forma de ala volante triangular, apto para volar a una velocidad subsónica, construido por la corporación aeronáutica estadounidense Northrop Grumman y utilizado como avión de reconocimiento, varios testigos informaron haber visto aviones de forma triangular volando sobre el valle de Antelope, en el estado de California. El avión probablemente también se utilizó en Irak durante la primera Guerra del Golfo, como ayuda al avión furtivo F-117 Nighthawk. En un documental de la BBC, Edgar Fouché, un hombre calificado como un ex-empleado de la base aérea del Área 51, afirmó que el avión utiliza tecnología antigravedad, supuestamente como resultado del uso de tecnología obtenida mediante el uso de ingeniería inversa a partir de aeronaves extraterrestres  recuperadas por la USAF, pero los expertos consideran que estas afirmaciones no son científicas ni tienen fundamento. La existencia del avión nunca ha sido confirmada oficialmente por las autoridades estadounidenses, según las cuales Estados Unidos no tiene en marcha ningún programa de desarrollo de aviones destinados a sustituir al avión de reconocimiento Lockheed U-2.